# グローバル並行性制御
グローバル並行性制御（グローバルへいこうせいせいぎょ）は一般に、それぞれが独自の並行性制御機構を持つ複数のコンポーネントからなるシステムの並行性制御に関係する。システム全体の全体的な並行性制御であるグローバル並行性制御は各コンポーネントであるモジュールの並行性制御により決定される。この場合、モジュラー並行性制御という表現が用いられる。
多くの場合、システムは通信ネットワーク上に分散されている。この場合、システムの分散並行性制御を問題とし、2つの用語は時に重複した内容となる。しかし、分散並行性制御は主に、分散システムのコンポーネントが独自の並行性制御を持たず、動作するために複数のコンポーネントに及ぶ並行性制御機構を持っているものを指す。この一例として、分散データベースがある。